# Чапаева (Ростовская область)
Чапа́ева — хутор в Неклиновском районе Ростовской области.
Входит в состав Лакедемоновского сельского поселения.

## Население
| 2010 |
| ---- |
| 114  |

## Улицы
На хуторе имеются две улицы — Приморская и Чапаева.